# Löpande hund
Löpande hund är ett ornament i form av en fortlöpande rad av regelbundet stiliserade vågformer med (spiralformigt) inrullade vågkammar.
Löpande hund förekommer i den grekiska konsten, upptogs av romarna och ingick även i renässansens och nyklassicismens konst, och den förekommer ganska ofta som dekorelement även idag. Löpande hund står meandern nära och ornamentformerna övergår ofta i varandra.

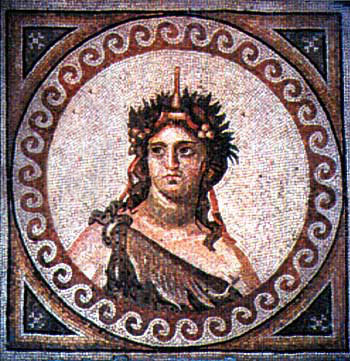
Dionysos inramad i löpande hund (c. 200)